# A mosca cieca
A mosca cieca, noto anche col titolo Ricordati di Haron, è un film del 1966 scritto e diretto da Romano Scavolini.

## Trama
Due giovani amici passano qualche momento di tempo libero a oziare e a giocare nei campi alla periferia di una grande città. Uno dei due è l'amante di una donna sposata e vaga per la città immerso nei suoi pensieri. In un'auto parcheggiata in una piazza, trovata casualmente aperta, trova una pistola e da quel momento è ossessionato dall'idea di utilizzarla. Manda via sgarbatamente la sua amante e, sulla terrazza di un locale pubblico, ha uno scambio d'idee con un signore anziano che ha notato il suo nervosismo. In un luna park sale sulle giostre e si esercita al tiro a segno. Confida ad un amico il ritrovamento della pistola e, per mettere fine ai suoi tormenti, spara ad un uomo scelto a caso tra la folla che esce dallo stadio dopo una partita di calcio, facendo poi perdere le proprie tracce.

## Produzione
Il film ebbe a disposizione un budget di 6 milioni di lire. La versione originale durava circa sei ore: secondo quanto racconta il regista, egli era inizialmente riluttante a farlo distribuire, ma ne fu convinto (in una versione portata ad una lunghezza "normale")  dal poeta Giuseppe Ungaretti che l'aveva visionato in una proiezione privata.

## Riprese
Il film è stato girato a Roma. Tra i vari luoghi, si riconoscono Piazza Venezia (dove il protagonista trova l'arma nell'automobile), lo Stadio Olimpico e il lungotevere (luogo della corsa finale del protagonista in fuga). Alla fine del film si trovano alcune scene, girate con una videocamera amatoriale, che rappresentano l'attrice Laura Troschel ed il marito Pippo Franco durante la loro luna di miele.

## Distribuzione
Il film fu presentato a Pesaro nel 1966. La commissione della censura rifiutò però una distribuzione regolare nelle sale, ufficialmente per una breve nudità del seno dell'attrice Laura Troschel, ma più probabilmente per l'assenza di una condanna morale nel gesto dell'assassinio perpetrato dal protagonista, e la copia originale fu posta sotto sequestro. Una versione di qualche minuto più breve, circolata con vari titoli tra i quali Ricordati di Haron, fu presentata in diversi festival cinematografici all'estero, tra i quali quelli di Berlino, Karlovy Vary, New York e Mosca. Questa versione è stata resa disponibile per lo home video dalla Rarovideo, prima come VHS poi in DVD, in un cofanetto con gli altri lungometraggi La prova generale e L'amore breve. La versione di 79  minuti è stata proiettata nell'edizione del 2017 de Il Cinema Ritrovato della Cineteca di Bologna e, nel gennaio 2018, all'International Film Festival Rotterdam.

## Critica
Il film fu apprezzato dai registi Joris Ivens e Jean-Luc Godard. La successione di scene e immagini, spesso non ordinate cronologicamente, è stata accostata al flusso di coscienza di Leopold Bloom nell'Ulisse di James Joyce, mentre l'idea dell'omicidio commesso quasi inconsapevolmente rimanda a Lo straniero di Albert Camus.